# جيمس فيلدر
جيمس فيلدر (بالإنجليزية: James Felder)‏ هو مدرس أمريكي، ولد في 26 مايو 1971 في مانهاتن في الولايات المتحدة.

## وصلات خارجية
- جيمس فيلدر على موقع IMDb (الإنجليزية)
- جيمس فيلدر على موقع قاعدة بيانات الفيلم (الإنجليزية)